# Torricella (Umbrien)
Torricella ist ein Ortsteil (Fraktion, italienisch frazione) von Magione in der Provinz Perugia, Region Umbrien in Italien.

## Geografie
Der Ort liegt 2,3 km nordwestlich des Hauptortes Magione und 18 km westlich der Provinz- und Regionalhauptstadt Perugia am Lago Trasimeno. Der Ort liegt bei 261 m s.l.m. und hatte 204 Einwohner im Jahr 2001. Im Norden grenzt der Ort an die Gemeinde Passignano sul Trasimeno, 1,3 km südöstlich liegt Montecolognola und 2,3 km südwestlich liegt Monte del Lago (beide Orte sind Fraktionen von Magione).

## Geschichte
Der Ort entstand in römischer Zeit und wurde erstmals erwähnt am 10. Oktober 1182. Im frühen 19. Jahrhundert gab es eine Relaisstation. Hier sind 1816 und 1824 Aufenthalte von Ferdinando I di Borbone dokumentiert. 1820 und 1825 hielten sich Leopold von Neapel-Sizilien und seine Frau Maria Klementine im Ort auf. Die heutige Hauptstraße entstand 1895, um die vorherige, mit vielen Auf- und Abstiegen, zu ersetzen.

## Sehenswürdigkeiten
- Chiesa del Sacro Cuoro, Kirche im Ortskern an der Hauptstraße, 1939 entstanden.[4]
- Chiesa di San Cassiano, Kirchenruine ca. 500 m östlich des Ortskerns. Entstand im 14. Jahrhundert (1342 dokumentiert) durch den Orden Ordine Gerosolimitano (auch Cavalieri di Malta, damals Souveräner Malteserorden).[5]

Bilder von Torricella
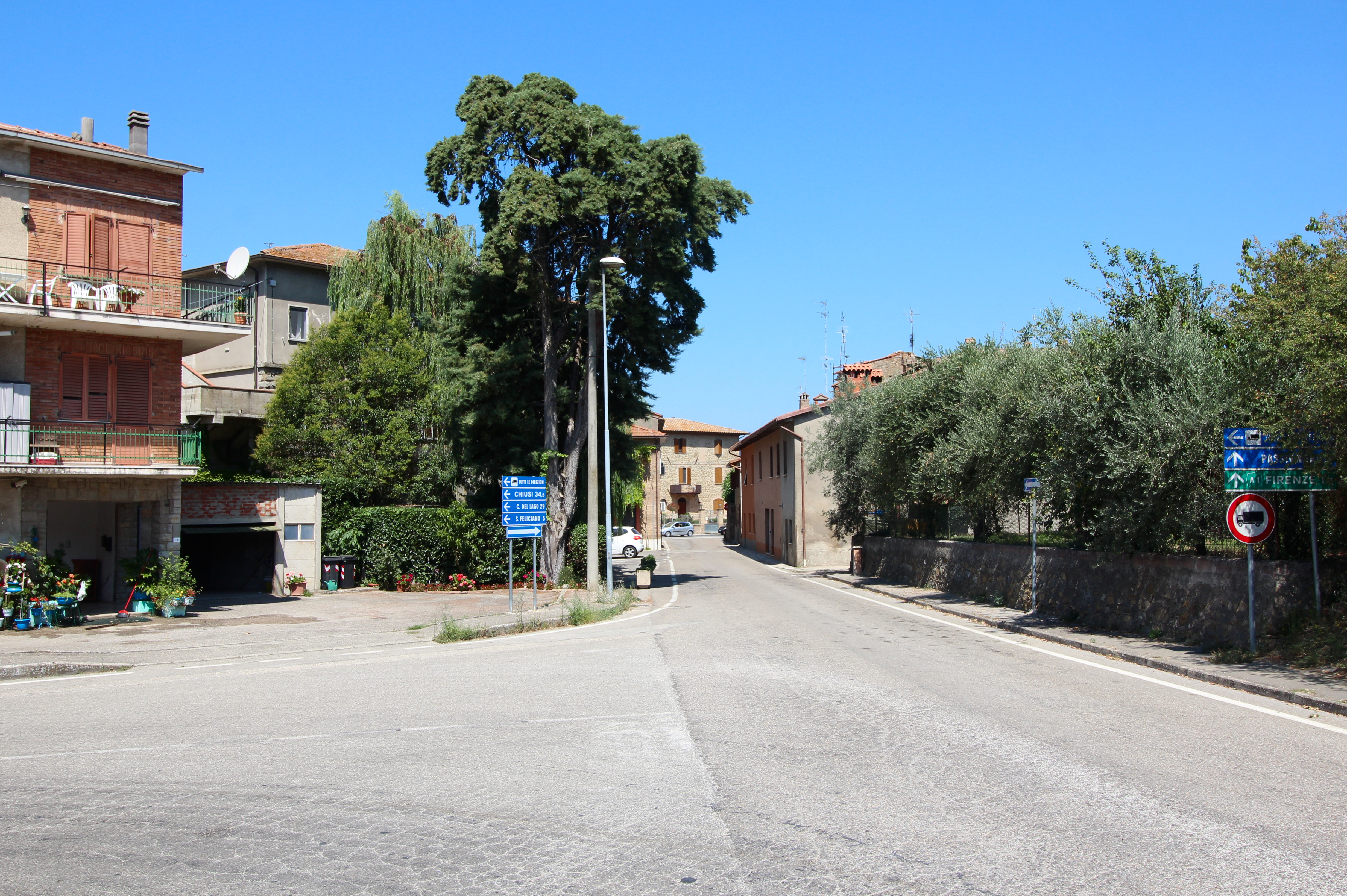
Ortskern
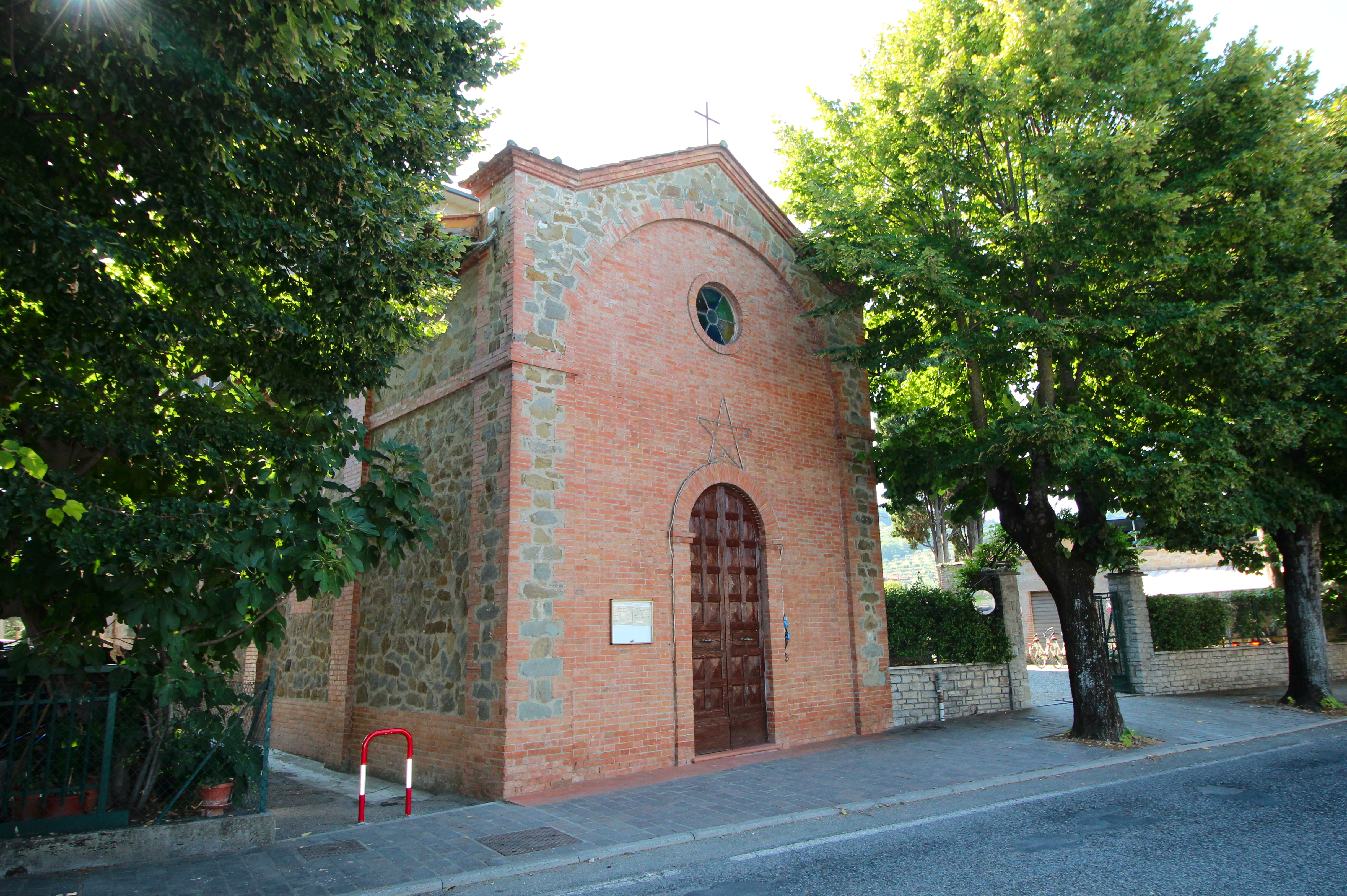
Die Kirche Sacro Cuore
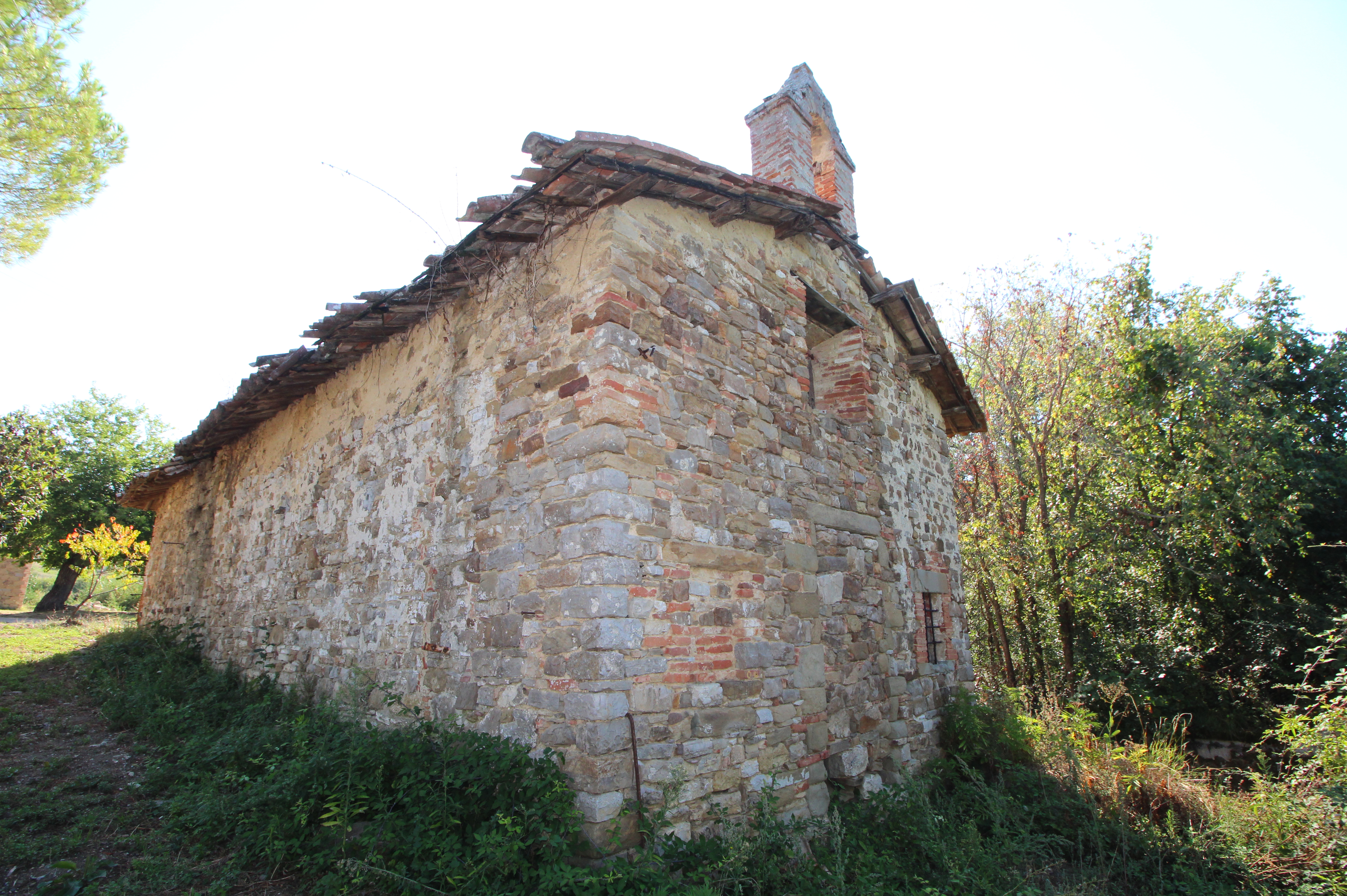
Die Kirchenruine von San Cassiano

## Verkehr

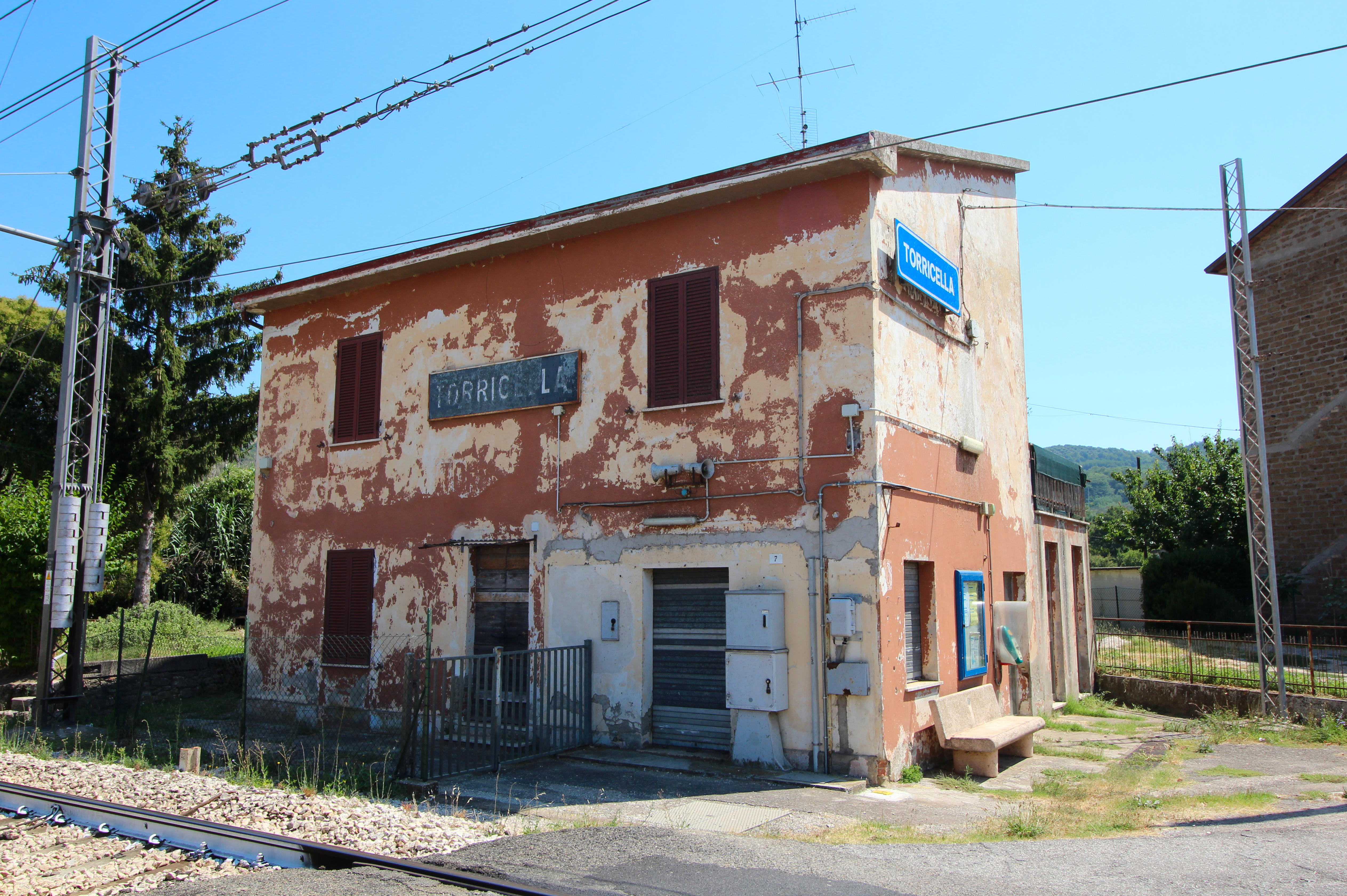
Der Bahnhof von Torricella

- Die Anschlussstelle Torricella liegt am Raccordo autostradale 6.
- Der Bahnhof Torricella liegt an der Bahnstrecke Terontola-Foligno.